# Eburia portoricensis
Eburia portoricensis là một loài bọ cánh cứng trong họ Cerambycidae.